# Idyanthe tenella
Idyanthe tenella är en kräftdjursart som först beskrevs av Brady.  Idyanthe tenella ingår i släktet Idyanthe och familjen Tisbidae. Inga underarter finns listade i Catalogue of Life.